# Alphonse de Beauchamp
Pour les articles homonymes, voir Beauchamp.
Alphonse de Beauchamp, né en 1767 à Monaco et mort le 1er juin 1832 à Paris du choléra, est un historien français.

## Biographie
Né à Monaco en 1767, il est le fils de Charles Joseph de Beauchamp, Lieutenant du roi à Monaco et de Marie Anne Rey. Il est le frère cadet de Rosalie de Beauchamp, lectrice de la dauphine Marie-Antoinette en 1771, mariée à Ange Achille de Brunet de Neuilly, connu sous le titre de comte de Neuilly, écuyer du roi.
Au service de la Sardaigne quand la Révolution française éclate, il subit une détention de plusieurs mois pour avoir refusé de combattre la France. Venu à Paris, il travaille dans les bureaux du comité de sûreté générale puis au ministère de la police.
Il est destitué par Fouché à cause de la publication de l'Histoire de Vendée (1806). Selon l'historien Jacques Hussenet, « étiqueté comme républicain modéré, voir même comme bonapartiste », Alphonse de Beauchamp tente, dans cet ouvrage, « de concilier différents points de vue et finit par mécontenter pratiquement tous les anciens protagonistes ». Réédité trois fois, l'ouvrage est finalement interdit en 1809 par la police de Paris, qui y voit trop d'analogies avec la guerre d'Espagne.

## Principales publications
- Campagnes des Austro-Russes en Italie sous les ordres du maréchal de Suworow, 1802
- Histoire des campagnes du maréchal de Suworow, prince Italikski, 1802
- Le Faux Dauphin actuellement en France, ou Histoire d'un imposteur se disant le dernier fils de Louis XVI, 2 vol., 1803
- Histoire de la guerre de Vendée et des Chouans depuis son origine jusqu'à la pacification de 1800, 3 vol., 1806 (publiée sous le nom de « Alphonse Beauchamp »)
- Histoire de la guerre de Vendée ou tableau des guerres civiles de l'Ouest depuis 1792 jusqu'en 1815. Quatrième édition revue et corrigée avec cartes et portraits, 3 vol., 1820, éditeur L.G MICHAUD - Paris
- Biographie moderne, ou Dictionnaire biographique de tous les hommes morts et vivants qui ont marqué à la fin du XVIIIe siècle et au commencement de celui-ci, en collaboration, 4 vol., 1806
- Histoire de la conquête et des révolutions du Pérou, 1807
- Biographie des jeunes gens, ou Vies des grands hommes, 3 vol., 1813
- Vie politique, militaire et privée du général Moreau, avec des pièces justificatives et ses discours au tribunal, suivie de son Éloge funèbre prononcé à Saint-Pétersbourg et d'une notice historique sur Pichegru, 1814
- Histoire des malheurs et de la captivité de Pie VII, 1814 Texte en ligne
- Histoire de la campagne de 1814 et de la Restauration de la monarchie française, avec des pièces justificatives, 2 vol., 1815
- Histoire du Brésil, depuis sa découverte en 1500 jusqu'en 1810, 3 vol., 1815
- Catastrophe de Murat, ou Récit de la dernière révolution de Naples, avec les pièces justificatives, 1815 Texte en ligne
- La Duchesse d'Angoulême à Bordeaux, ou Relation circonstanciée des événemens politiques dont cette ville a été le théâtre en mars 1815, suivie du rapport inédit de M. le comte de Lynch, maire de Bordeaux, sur ces mêmes événements, 1815
- Histoire des campagnes de 1814 et de 1815, comprenant l'histoire politique et militaire des deux invasions de la France, rédigée sur des matériaux authentiques ou inédits, 4 vol., 1816-1717
- Histoire des deux faux dauphins, 1818
- Mémoires du comte Fortuné Guyon de Rochecotte, commandant en chef les royalistes du Maine, du Perche, et du pays Chartrain, en 1795-96-97 et 98, rédigés sur ses papiers et sur les notes de ses principaux officiers, par M. Alphonse de Beauchamp, avec les pièces justificatives, 1818 Texte en ligne
- Histoire de la guerre d'Espagne et de Portugal pendant les années 1807 à 1813, plus la campagne de 1814 dans le midi de la France, par le colonel sir John Jones, avec des notes et des commentaires, 2 vol., 1819
- Histoire de la révolution du Piémont, et de ses rapports avec les autres parties de l'Italie et avec la France, 1821
- Vie d'Ali-Pacha, visir de Janina, surnommé Aslan ou le Lion, 1822 Texte en ligne
- De la Révolution d'Espagne et de sa crise actuelle, 1822 Texte en ligne
- Histoire de la révolution du Piémont. Seconde partie, rédigée sur des mémoires secrets, avec une réfutation de l'écrit intitulé De la Révolution piémontaise, 1823 Texte en ligne
- Vie de Jules César, suivie du tableau de ses campagnes, 1823
- L'Indépendance de l'empire du Brésil, présentée aux monarques européens, 1824
- Vie de Louis XVIII, roi de France et de Navarre, 1824
- Collection de mémoires relatifs aux révolutions d'Espagne, en collaboration, 2 vol., 1823-1824
- Critique historique, avec des observations littéraires, sur l'ouvrage du général comte de Ségur, intitulé Histoire de Napoléon et de la grande armée pendant l'année 1812, 1825
- Mémoires secrets et inédits pour servir à l'histoire contemporaine, Paris, Vernarel et Tenon, 1825, 2 vol. in-8°. — Contient : tome 1er : Mémoires sur l’Expédition d’Égypte, par Jean-Gabriel de Niello Sargy ; tome 2 : Mémoires sur l’Expédition de Russie, par Pierre-Louis de Beauvollier, Mémoires sur l’Expédition de Russie, par Jean Gazo, Mémoires sur l’exil de la famille royale, par Philippe d’Hardouineau, Mémoires sur madame Turpin de Crissé, par Alphonse de Beauchamp, Récit de l’enlèvement du sénateur Clément-de-Ris (anonyme).
- Mémoires de Fauche-Borel, dans lesquels on trouvera des détails et des éclaircissements sur les principaux événements de la Révolution, 5 vol., 1829

## Source
Cet article comprend des extraits du Dictionnaire Bouillet. Il est possible de supprimer cette indication, si le texte reflète le savoir actuel sur ce thème, si les sources sont citées, s'il satisfait aux exigences linguistiques actuelles et s'il ne contient pas de propos qui vont à l'encontre des règles de neutralité de Wikipédia.